# Municipio de Virgil (Misuri)
El municipio de Virgil (en inglés: Virgil Township) es un municipio ubicado en el condado de Vernon en el estado estadounidense de Misuri. En el año 2010 tenía una población de 443 habitantes y una densidad poblacional de 4,72 personas por km².

## Geografía
El municipio de Virgil se encuentra ubicado en las coordenadas 37°47′28″N 94°7′12″O / 37.79111, -94.12000. Según la Oficina del Censo de los Estados Unidos, el municipio tiene una superficie total de 93.86 km², de la cual 92,9 km² corresponden a tierra firme y (1,02 %) 0,96 km² es agua.

## Demografía
Según el censo de 2010, había 443 personas residiendo en el municipio de Virgil. La densidad de población era de 4,72 hab./km². De los 443 habitantes, el municipio de Virgil estaba compuesto por el 98,65 % blancos, el 0,23 % eran afroamericanos, el 0,9 % eran de otras razas y el 0,23 % eran de una mezcla de razas. Del total de la población el 2,93 % eran hispanos o latinos de cualquier raza.